# Kostel svatého Vavřince (Rumburk)
Kostel svatého Vavřince v Rumburku je římskokatolický filiální kostel, který společně s kapucínským klášterem tvoří barokní sakrální areál, vystavěný v letech 1683–1690. Po jihovýchodní straně kostela sv. Vavřince je komplex loretánské kaple s ambity. Celý komplex kapucínského kláštera s kostelem, včetně lorety, je chráněn od roku 1966 jako kulturní památka.

## Historie kláštera
Ve správě řádu kapucínů byl klášter od konce 17. století a areál se stal oblíbeným poutním místem až do začátku 20. století, kdy jej významově zastínila nedaleká bazilika ve Filipově. Kapucíni působili v Rumburku až do násilného rozehnání mužských řádů v komunistickém Československu v roce 1950. Areál pak zůstal v podstatě prázdný, s minimálním využitím, a začal chátrat. Od poloviny 70. let 20. století probíhala úprava kláštera na knihovnu, dokončená až v 90. letech. Počátkem 90. let 20. století lze rovněž datovat rozsáhlou obnovu lorety a ambitů, která se musela vypořádat se statickými problémy, vzniklými provozem těžkých vozidel na okolních komunikacích i rozpadem původního odvodnění. Opravy probíhají i ve druhé dekádě 21. století restaurováním fresek a zachovalých částí mobiliáře. Klášter je čtyřkřídlá stavba kolem pravoúhlého dvora. Je to stavba patrová, pouze v jednom traktu dvoupatrová.

### Rumburští kapucíni
- kolem roku 1897 P. Hilarius Pokorný (1865–1920), představený kapucínského kláštera v Rumburku[5]

## Architektura kostela

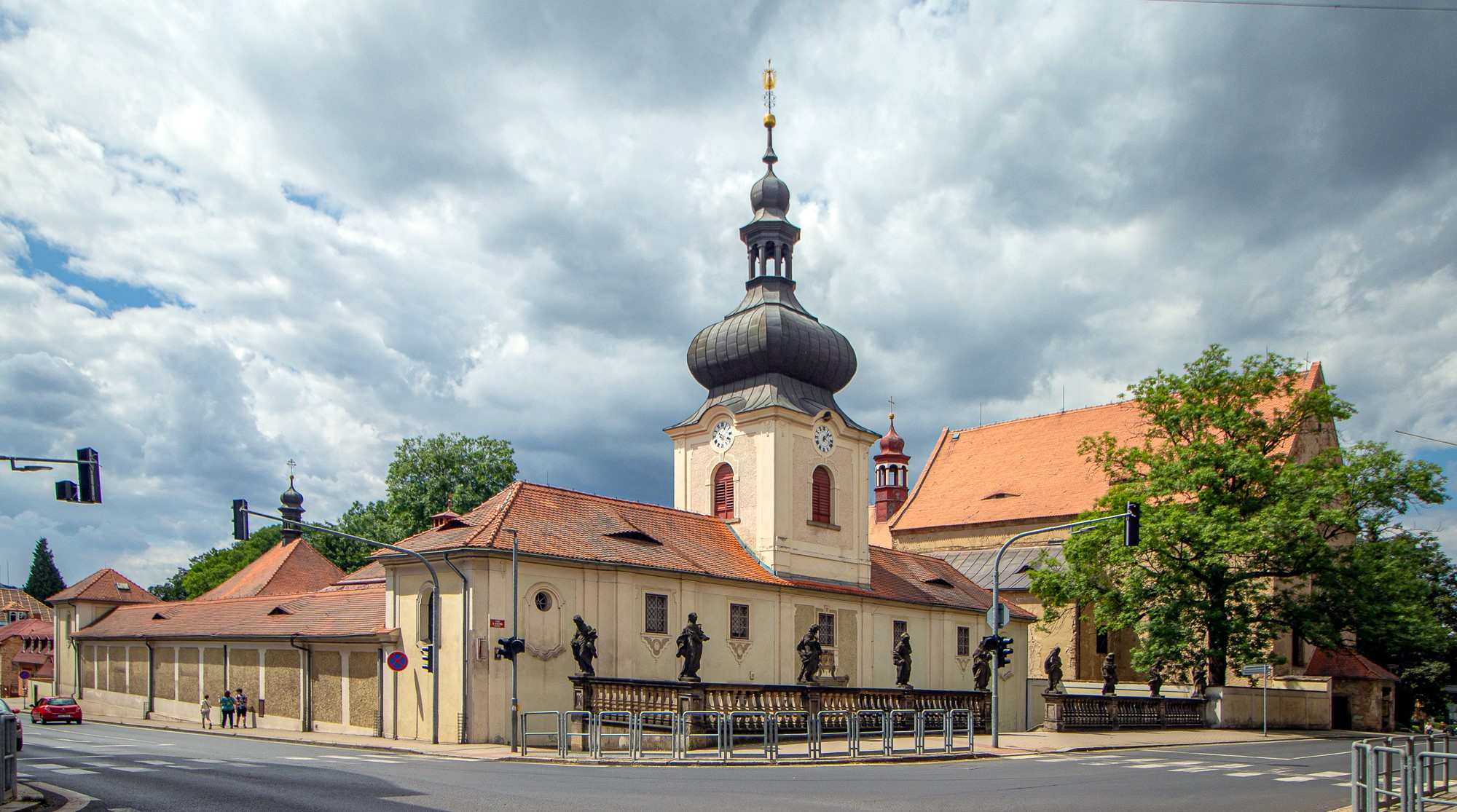
Kapucínský klášter spolu s kostelem

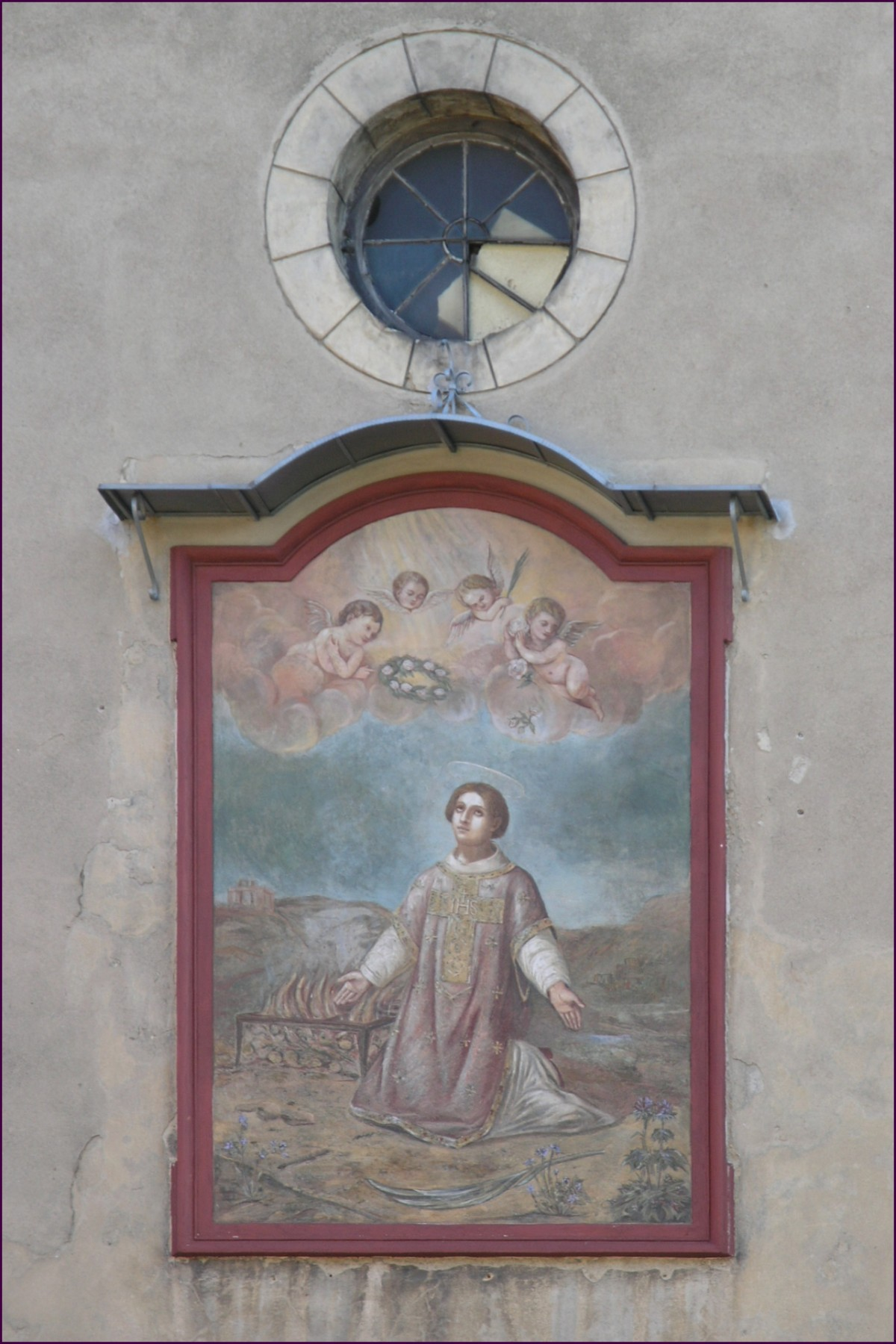
Detail fresky na průčelí kostela sv. Vavřince

Kostel je obdélnou stavbou. Má obdélný presbytář a obdélnou kapli po severní straně. Presbytář i loď mají valenou klenbu s lunetami. Boční kaple jsou sklenuty křížově.

## Zařízení kostela
Oltářní stěna hlavního oltáře je barokní a pochází z 18. století. Nacházejí se zde obrazy Umučení sv. Vavřince, Umučení sv. Jana Křtitele a Umučení sv. Václava. Dva boční oltáře pocházející z 19. století jsou zasvěceny Panně Marii a sv. Františkovi. Rokoková kazatelna je s reliéfem Rozsévače. Varhany pocházejí z 1. čtvrtiny 18. století. V kapli se nachází oltář z období kolem roku 1700. Oltář má rokokové doplňky a obraz sv. Antonína Paduánského. V interiéru se nachází barokní obraz Útěk do Egypta.

## Varhany
Novodobá historie varhan je vázána na kostel svatého Vavřince v Děčíně-Nebočadech. Někdy v roce 1987 se tam zřítil strop a tamní varhany byly v roce 1988 přeneseny varhanářem Jiřím Jónem do rumburského kostela téhož světce.
Nástroj postavil Heinrich Schiffner ze Cvikova v roce 1892 jako dvoumanuálový s pedálem, mk a dispozicí: I. Principal 8´, Gedakt 8´, Gamba 8´, Octav 4´, Mixtur 4fach. II. Aeolina 8´, Lieblich gedakt 8´, Gemshorn 4´. P. Octavbass 8´, Subbass 16´. Šlapky: Pedal Koppel, Pleno I+II, Forte, Manual Koppel.
Po instalaci v Rumburku byl osazen nový rejstřík Flétna špičatá 2´, vyrobený Janem Kubátem ml. z Kutné Hory – Kaňku.  